# Prokne (Mythologie)
Prokne (altgriechisch Πρόκνη Próknē) war eine Tochter des Königs Pandion von Athen und dessen Frau, der Najade Zeuxippe. Ihre Geschwister waren die Zwillinge Erechtheus und Butes und die Schwester Philomela.

## Mythos
Der König von Theben, Labdakos, mit dem Pandion in Streit geriet, brach in Attika ein. Pandion wandte sich um Hilfe an Tereus, Nachkomme des Ares und thrakischer König. Dem siegreichen Verbündeten gab Pandion seine Tochter Prokne zur Gattin. Das Paar bekam einen Sohn, den sie Itys nannten.

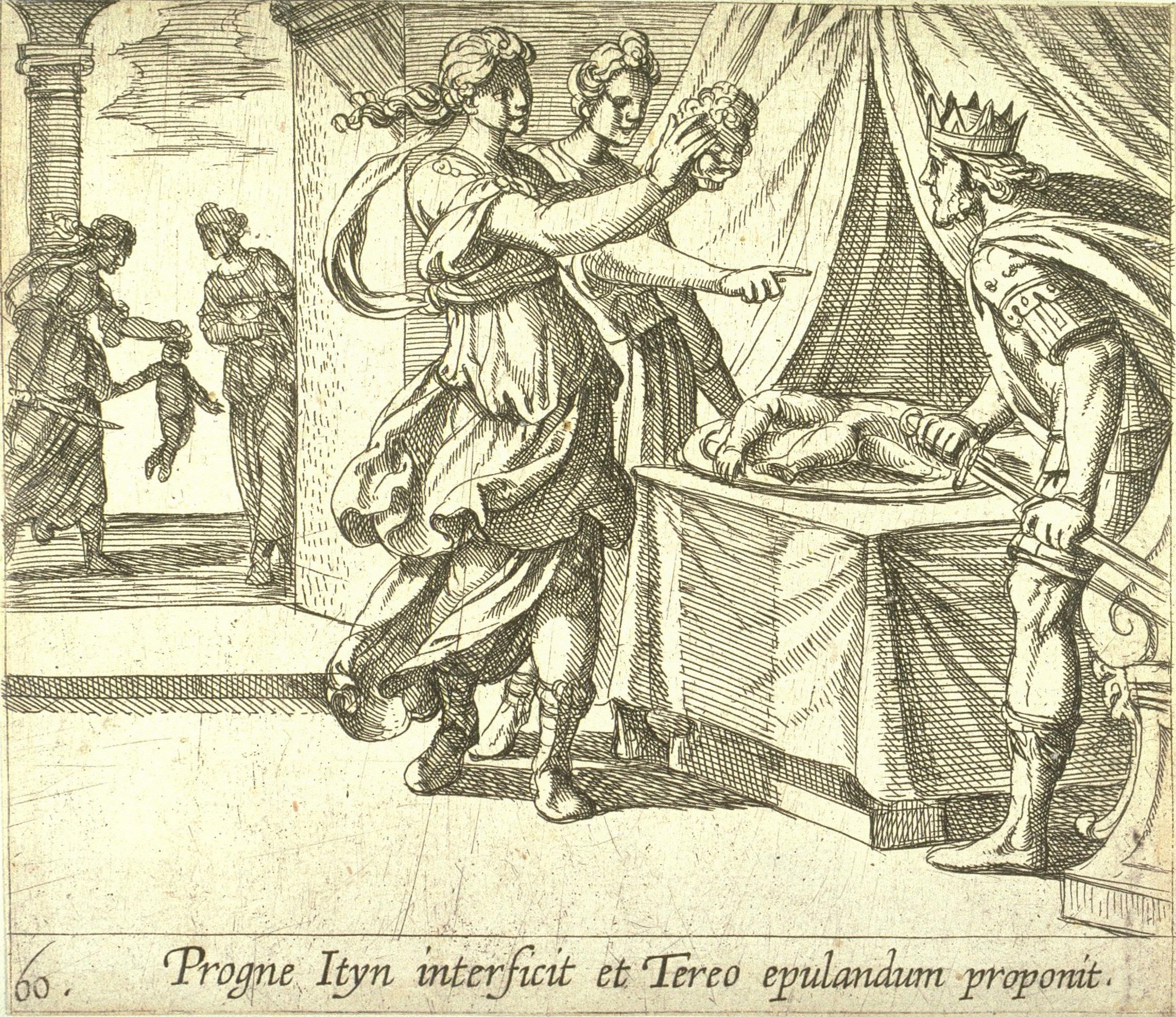
Prokne und Philomela bringen Tereus den zerstückelten Itys
(Stich von Antonio Tempesta, 16. Jhd.)

Einige Jahre später bekam Prokne Sehnsucht nach ihrer Schwester Philomela. Tereus fuhr nach Athen, um Philomela zu einem Besuch in Thrakien abzuholen. Als sie Thrakien erreichten, verschleppt Tereus die Schwester seiner Frau in ein verstecktes Hirtengehöft, vergewaltigt sie und schließt sie dort ein.  Philomela schwor ihrem Entführer, seine Schuld aller Welt zu verkünden. Um sicherzugehen, dass niemand etwas von seinem Verbrechen erfuhr, schnitt er ihr die Zunge heraus.
Als er daraufhin zu seiner Frau Prokne zurückkehrte, erzählte er ihr unter Tränen, Philomela sei während der Reise gestorben und er hätte sie eigenhändig begraben.
Philomela konnte niemanden um Hilfe bitten und allein nicht entkommen. Also webte sie ein Gewand, in das sie geheime Zeichen einfügte, von denen sie wusste, dass ihre Schwester diese lesen konnte. Als sie fertig war, gab sie das Gewebe einem Diener, der es zu Königin Prokne bringen sollte. Prokne entfaltete das Gewand und las die geheimen Zeichen, die ihr die schreckliche Wahrheit verrieten. Ab sofort dachte sie nur noch an Rache an ihrem ungetreuen Mann. Sie befreite ihre Schwester und nahm sie mit in den Palast. Hier brachten die beiden Frauen den kleinen Itys, den Sohn des Tereus, um und servierten ihn dem König zum Abendessen.
Als der merkte, was ihm seine Frau zum Essen vorgesetzt hatte, wurde er zornig und stürzte sich auf seine Frau. Diese floh rasch gemeinsam mit ihrer Schwester. Sie liefen so schnell, dass ihnen buchstäblich Flügel wuchsen. Prokne verwandelte sich in eine Schwalbe und Philomela in eine Nachtigall; der sie immerwährend verfolgende Tereus wandelte sich zum Wiedehopf.